# Platypeza obscura
Platypeza obscura är en tvåvingeart som beskrevs av Friedrich Hermann Loew 1866. Platypeza obscura ingår i släktet Platypeza och familjen svampflugor. Inga underarter finns listade i Catalogue of Life.